# Neujahrskonzert der Wiener Philharmoniker 1957
Das Neujahrskonzert der Wiener Philharmoniker 1957 war das 17. Neujahrskonzert der Wiener Philharmoniker und fand am 1. Jänner 1957 im Goldenen Saal des Wiener Musikvereins statt. Dirigiert wurde es zum dritten Mal von Willi Boskovsky, der diese Institution 1941 schon als Konzertmeister der Wiener Philharmoniker mit ins Leben gerufen hatte.

## Besonderheit
Streng genommen war es einerseits das 18. Konzert zum Jahreswechsel – denn zur Jahreswende 1939/40 gab es bereits ein Außerordentliches Konzert der Wiener Philharmoniker, welches allerdings am Silvesterabend 1939 stattfand –, aber erst seit 1946 – seit dem  erstmaligen Dirigat von Josef Krips – trägt das Konzert den Namen Neujahrskonzert der Wiener Philharmoniker: Unter diesem Namen war es das nunmehr zwölfte seiner Art.
Willi Boskovsky wurde nach dem Tod von Clemens Krauss einstimmig von den Orchestermitgliedern für dieses Amt als ständiger Dirigent des Neujahrskonzertes gewählt, was er 1955 erstmals ausübte (und bis 1979 innehatte). Willi Boskovsky blieb in Erinnerung, dass er, wenn nicht das gesamte, so doch große Teile des Konzertes, meist die Walzer, mit dem Geigenbogen leitete und, die Violine in die Hüfte gestützt, immer wieder ans Kinn führte, um einen eigenen, geigenbezogenen Schwung in das Orchester zu übertragen.

## Programm
Das Programm beinhaltete ausschließlich Werke, die bereits Bestandteil früherer Neujahrskonzerte der Wiener Philharmoniker waren.
- Josef Strauss: Mein Lebenslauf ist Lieb’ und Lust (Walzer), op. 263
- Josef Strauss: Moulinet-Polka (Polka française), op. 57
- Josef Strauss: Eingesendet (Polka schnell), op. 240
- Josef Strauss: Frauenherz (Polka mazur), op. 166
- Johann Strauss (Sohn): Frühlingsstimmen (Walzer), op. 410
- Johann Strauss (Sohn): Éljen a Magyár (Schnell-Polka (sic)), op. 332
- Johann Strauss (Sohn): Ouvertüre zur Operette Waldmeister
- Johann Strauss (Sohn) und Josef Strauss: Pizzicato-Polka
- Johann Strauss (Sohn): Geschichten aus dem Wienerwald (Walzer), op. 325
- Johann Strauss (Sohn): Auf der Jagd (Polka schnell), op. 373
- Johann Strauss (Sohn): Perpetuum mobile (Musikalischer Scherz), op. 257

Werkliste und Reihenfolge sind der Website der Wiener Philharmoniker entnommen.